# Monteverdia eggersii
Monteverdia eggersii es una especie de planta de flores perteneciente a la familia  Celastraceae. Es endémica de Ecuador.  Está considerada  en peligro de extinción por pérdida de hábitat. 

## Descripción
Es un árbol endémico de Ecuador. Descubierto por el botánico danés H. Eggers en el siglo XIX en un escenario desconocido de Azuay y no visto desde entonces. La falta de información sobre el lugar de la recolección original hace la búsqueda difícil. No hay ejemplares de esta especie en los museos ecuatorianos. La destrucción del hábitat es la única conocida amenaza para la especie.

## Taxonomía
La especie fue descrita como Maytenus eggersii por Ludwig Eduard Theodor Loesener y publicado en Botanische Jahrbücher für Systematik, Pflanzengeschichte und Pflanzengeographie 20: beibl. 49: 39 en 1895.
En una revisión taxonómica en 2017, 123 especies anteriormente clasificadas dentro del género Maytenus pasaron a Monteverdia, entre ellas Maytenus eggersii, por lo que Monteverdia eggersii fue descrita como tal por primera vez por el botánico brasileño Leonardo Biral et al. y publicada en Systematic Botany 42 (4): 688 en 2017.

#### Basónimo
- Maytenus eggersii Loes, 1895

Etimología
eggersii: epíteto otorgado en honor del botánico Henrik Franz Alexander von Eggers.